# Startklassen der paralympischen Sportarten
Startklassen der paralympischen Sportarten sind Klassifizierungen von Behindertensportlern in Wettbewerben der paralympischen Sportarten, um eine möglichst große Vergleichbarkeit der individuellen Leistungen zu erlauben. Startklassen sollen Leistungen im Sinne der Chancengleichheit untereinander vergleichbar machen, so dass allein die individuellen Fähigkeiten, Kraft, Fitness, Ausdauer, taktisches und strategisches Geschick sowie mentale Stärke über den Erfolg in Leistungswettbewerben entscheiden.

## Paralympische Sportarten
Ausschließlich das Internationale Paralympische Komitee (IPC) legt fest, welche Sportarten sich paralympisch nennen dürfen. Um paralympisch zu werden und paralympisch zu bleiben, muss ein Sport Minimalvoraussetzungen erfüllen, z. B. das Vorhandensein von Startklassen, eine Infrastruktur für die Klassifizierung von Athleten sowie eine Mindestzahl an globalen und regionalen Sportwettbewerben pro Jahr: nicht nur Paralympische Spiele, sondern auch weitere hochkarätige Sportwettbewerbe. Zu nennen sind Weltmeisterschaften und Regionalmeisterschaften, aber auch Sportfeste und Pokalwettbewerbe. Außerdem sollte eine Sportart in mindestens 3 Kontinentalverbänden und 24 Landesverbänden (Teamsportart) oder 32 Landesverbänden (Individualsportart) aktiv betrieben werden. Federführend bei all dem muss ein Weltsportverband auf dem Gebiet der paralympischen Sportart sein, der zudem der direkte Ansprechpartner für das IPC ist.
Paralympische Sportarten (in Klammern die federführenden Weltsportverbände):
| - 5er-Fußball (IBSA) - 7er-Fußball (CPISRA) bis 2016 - Biathlon (IPC) - Boccia (BISFED) - Para-Bogensport (WA) - Gewichtheben (IPC) | - Goalball (IBSA) - Para-Judo (IBSA) - Para-Leichtathletik (IPC) - Para-Badminton (BWF) ab 2017 - Para-Dressursport (FEI) - Para-Kanu (ICF) seit 2016 | - Para-Radsport (UCI) - Para-Rudern (FISA) - Para-Snowboarding (IPC) - Paratriathlon (ITU) seit 2016 - Rollstuhlbasketball (IWBF) - Rollstuhlcurling (WCF) | - Rollstuhlfechten (IWAS) - Rollstuhlrugby (IWRF) - Rollstuhltennis (ITF) - Segeln (IFDS) bis 2016 - Sitzvolleyball (WPV) - Ski Alpin (IPC) | - Ski Nordisch (IPC) - Sledge-Eishockey (IPC) - Para-Sportschießen (IPC) - Para-Schwimmen (IPC) - Para-Taekwondo (WTF) ab 2017 - Para-Tischtennis (ITTF) |

| - Rollstuhltanz (IPC) ist paralympisch, IPC-Weltmeisterschaften werden organisiert, die Sportart ist jedoch nicht bei Paralympischen Spielen vertreten. |

## Klassifizierung von Athleten
Die paralympischen Sportarten und ihre Startklassen decken einen weiten Bereich an Behinderungen von Athleten ab. Um als Athlet in paralympischen Sportarten Wettbewerbe bestreiten zu können, sind je nach Sportart Klassifizierungen und Einstufungen in Startklassen erforderlich. Diese werden meist individuell und persönlich von Experten vorgenommen, die über die oben genannten Weltsportverbände bestellt werden – oder aber nationale Behindertensportverbände klassifizieren im Auftrag der Weltsportverbände. Die zuständigen nationalen Behindertensportverbände in deutschsprachigen Ländern sind PluSport (CH), ÖBSV (AT) und DBS (DE).
An paralympischen Wettbewerben sind nur Athleten teilnahmeberechtigt, die mindestens eine der folgenden 10 paralympischen Beeinträchtigungskategorien dauerhaft aufweisen:
1. Beeinträchtigung der Muskelkraft
2. Beeinträchtigung der passiven Beweglichkeit
3. Amputation oder Fehlbildung von Gliedmaßen
4. Unterschiedliche Beinlängen
5. Kleinwuchs
6. Muskelhypertonie (unwillkürliche Muskelanspannung, z. B. Spastiken)
7. Ataxie (verschiedene Störungen der Bewegungskoordination, z. B. die Unfähigkeit zu stehen)
8. Athetose (unwillkürliche Bewegungen von Händen oder Füßen)
9. Beeinträchtigung der Sehfähigkeit
10. Intellektuelle Beeinträchtigung

Auch Beeinträchtigungen wie Cerebralparese, Querschnittlähmung und Spastik sind über die genannten 10 Kategorien abgedeckt. Manche der paralympischen Sportarten sind für alle akzeptierten Behinderungskategorien offen, andere nur für ausgewählte. Nicht paralympisch ist beispielsweise jedweder Sport für Gehörlose, für an den inneren Organen Erkrankte und für Organtransplantierte, so dass Sportler dieser Gruppen keine Startberechtigung in paralympischen Wettbewerben haben.

## Startklassen je Sportart
Die paralympischen Startklassen erfahren eine weite Akzeptanz und stellen den Standard in den paralympischen Sportarten dar. Sie erlauben die weltweite Vergleichbarkeit von Sportwettbewerben und sportlicher Leistungen.
Manche paralympischen Sportarten sehen eine enorme Anzahl von Entscheidungen in ihren Disziplinen vor. Die Leichtathletik (177 Entscheidungen), Schwimmen (152), Skilaufen (70), Radsport (50), Tischtennis (29) und Gewichtheben (20) stellen zusammen mehr als 80 % aller Entscheidungen bei Paralympischen Spielen.

### Sommersportarten
Die Sommersportarten werden vom IPC separat von den Wintersportarten klassifiziert.

#### Blindenfußball (5er-Fußball), Goalball
Alle Athleten haben visuelle Einschränkungen bis hin zur vollständigen Blindheit. Um gleiche Verhältnisse zu schaffen, tragen alle Athleten während des Spiels verdunkelte Brillen.
| Startklassen „B“ | Kategorie                 | Mögliche Position |
| ---------------- | ------------------------- | ----------------- |
| B1               | Visuelle Beeinträchtigung | Feldspieler       |
| B2               | Visuelle Beeinträchtigung | Torwart           |
| B3               | Visuelle Beeinträchtigung | Torwart           |

#### Para Judo
Alle Athleten haben visuelle Einschränkungen bis hin zur vollständigen Blindheit.
| Startklassen „J“ | Kategorie    |
| ---------------- | ------------ |
| J1               | blind        |
| J2               | sehbehindert |

#### Leichtathletik
Die Klassifizierungen und Startklassen wurden in den letzten Jahren weiter ausdifferenziert.
| Startklassen „T“   | Startklassen „F“                  | Kategorien                                                                                          | Kategorien                                                                               |
| ------------------ | --------------------------------- | --------------------------------------------------------------------------------------------------- | ---------------------------------------------------------------------------------------- |
| T11, T12, T13      | F11, F12, F13                     | Visuelle Beeinträchtigung                                                                           | Visuelle Beeinträchtigung                                                                |
| T20                | F20                               | Intellektuelle Beeinträchtigung                                                                     | Intellektuelle Beeinträchtigung                                                          |
| T32, T33, T34      | F31, F32, F33, F34                | Koordinationsstörungen: Ataxie / Athetose / Diplegie / Hemiplegie / Muskelhypertonie / Tetraplegie  | Start sitzend                                                                            |
| T35, T36, T37, T38 | F35, F36, F37, F38                | Koordinationsstörungen: Ataxie / Athetose / Diplegie / Hemiplegie / Muskelhypertonie / Tetraplegie  | Start stehend                                                                            |
| T40, T41           | F40, F41                          | Kleinwuchs                                                                                          | Kleinwuchs                                                                               |
| T42, T43, T44      | F42, F43, F44                     | Amputation, Fehlbildung von Gliedmaßen, eingeschränkte Muskelkraft oder passive Gelenkbeweglichkeit | Beeinträchtigungen in den untere Gliedmaße(n) – Start stehend ohne Unterstützung         |
| T45, T46, T47      | F45, F46                          | Amputation, Fehlbildung von Gliedmaßen, eingeschränkte Muskelkraft oder passive Gelenkbeweglichkeit | Beeinträchtigungen in den oberen Gliedmaßen – Start stehend ohne Unterstützung           |
| T51, T52, T53, T54 | F51, F52, F53, F54, F55, F56, F57 | Amputation, Fehlbildung von Gliedmaßen, eingeschränkte Muskelkraft oder passive Gelenkbeweglichkeit | Beeinträchtigungen der Beweglichkeit: Tetraplegie, Paraplegie – Start im Rollstuhl       |
| T61, T62, T63, T64 | F61, F62, F63, F64                | Amputation, Fehlbildung von Gliedmaßen, eingeschränkte Muskelkraft oder passive Gelenkbeweglichkeit | ein/beidseitige Ober/Unterschenkelamputation oder -dysmelie – Start stehend mit Prothese |

- „T“ (track) mit Lauf- und Sprungdisziplinen, in denen vor allem die Beinfunktionen wichtig sind
- „F“ (field) mit technischen Disziplinen, in denen vor allem die Armfunktionen wichtig sind (außer beim Hochsprung)
- 10er, 20er, 40er und 60er Ziffern sowie 35–38: es wird stehend gestartet
- 50er Ziffern sowie 31–34: es wird sitzend gestartet
- je niedriger die Nummer, desto höher der Grad der Einschränkung

#### Triathlon
Differenzierung der Startklassen
- PTWC1 – Zumeist Rollstuhlfahrer, die ein Handbike und einen Rennrollstuhl nutzen und schwerwiegende Einschränkungen aufweisen, z. B. nicht ohne Unterstützung aufstehen können.
- PTWC2 – Zumeist Rollstuhlfahrer oder Sportler mit hohen Amputationen oder neurologischen Erkrankungen, die ein Handbike und einen Rennrollstuhl nutzen und schwere Einschränkungen aufweisen, jedoch eigenständig aufstehen können oder einen „tiefen Querschnitt“, bspw. im Lendenwirbelbereich aufweisen.
- PTS2 – Sportler der stehenden Klasse, die gravierende Einschränkungen aufweisen, bspw. Oberschenkelamputationen, schwerwiegende neurologische Erkrankungen. Für die einzelnen Sportarten werden Orthesen, Prothesen oder andere technische Hilfsmittel benötigt.
- PTS3 – Sportler der stehenden Klasse, die deutliche Einschränkungen aufweisen, bspw. beidseitige Unterschenkelamputationen, Hemiparesen, Spastik und/oder Ataxie im Ober- und Unterkörper. Für die einzelnen Sportarten werden Orthesen, Prothesen oder andere technische Hilfsmittel benötigt.
- PTS4 – Sportler der stehenden Klasse, die milde Einschränkungen aufweisen, bspw. Oberarmamputationen, Unterschenkelamputationen, moderate neurologische Erkrankungen aufweisen, Hemiparesen, Spastik und/oder Ataxie im Ober- oder Unterkörper. Für die einzelnen Sportarten werden Orthesen, Prothesen oder andere technische Hilfsmittel z. T. benutzt.
- PTS5 – Sportler der stehenden Klasse, die leichte Einschränkungen aufweisen, bspw. Unterarmamputationen, Fußamputationen oder neurologische Erkrankungen einer Extremität. Für die einzelnen Sportarten werden Orthesen, Prothesen oder andere technische Hilfsmittel z. T. benutzt.
- PTVI1 – Sportler, die „vollblind“ sind. Während des Wettbewerbs wird ein Guide des gleichen Geschlechts benötigt. Für das Radfahren wird ein Tandem benutzt. Beim Schwimmen und Laufen wird durch ein Verbindungsstück (Seil) der Kontakt gehalten.
- PTVI2 – Sportler, die ein starkes partiell eingeschränktes Sehen haben. Während des Wettbewerbs wird ein Guide des gleichen Geschlechts benötigt. Für das Radfahren wird ein Tandem benutzt. Beim Schwimmen und Laufen wird durch ein Verbindungsstück (Seil) der Kontakt gehalten.
- PTVI3 – Sportler, die ein deutliches bis moderates partiell eingeschränktes Sehen haben. Während des Wettbewerbs wird ein Guide des gleichen Geschlechts benötigt. Für das Radfahren wird ein Tandem benutzt. Beim Schwimmen und Laufen wird durch ein Verbindungsstück (Seil) der Kontakt gehalten.

#### Schwimmen
Es gibt drei Kategorien mit Startklassen in der Leichtathletik. Diese drei Kategorien decken alle 10 offiziellen paralympischen Beeinträchtigungskategorien ab. Schwimmen ist die einzige paralympische Sportart, die alle Arten von körperlichen Beeinträchtigungen miteinander in funktionelle Relation bringt und gegeneinander über ein Punktesystem in Beziehung setzt.
| Startklassen „S“                       | Startklassen „SB“                          | Startklassen „SM“                                | Kategorie                       |
| -------------------------------------- | ------------------------------------------ | ------------------------------------------------ | ------------------------------- |
| S1, S2, S3, S4, S5 S6, S7, S8, S9, S10 | SB1, SB2, SB3, SB4, SB5 SB6, SB7, SB8, SB9 | SM1, SM2, SM3, SM4, SM5 SM6, SM7, SM8, SM9, SM10 | Körperliche Beeinträchtigung    |
| S11, S12, S13                          | SB11, SB12, SB13                           | SM11, SM12, SM13                                 | Visuelle Beeinträchtigung       |
| S14                                    | SB14                                       | SM14                                             | Intellektuelle Beeinträchtigung |

- „S“ – Freistilschwimmen, Rückenschwimmen, Schmetterlingsschwimmen; „SB“ – Brustschwimmen; „SM“ – Lagenschwimmen
- niedrige Klassenziffern je Kategorie zeigen einen höheren Grad der Beeinträchtigung an als hohe Klassenziffern

#### Radfahren (Bahn, Straße)
Für das Paracycling gibt es gemeinsame Startklassen sowohl für den Bahnradsport als auch für den Straßenradsport. Acht der zehn offiziellen paralympischen Beeinträchtigungskategorien sind im Para-Radsport zugelassen; Athleten mit intellektueller Beeinträchtigung und Athleten mit Kleinwuchs dagegen nicht. Die Klassierung wird von der UCI aufgestellt:
| Startklassen „H“ (Handbike) | Startklassen „T“ (Dreirad) | Startklassen „C“ (Zweirad) | Startklasse „T“ (Tandem) | Kategorie |
| --------------------------- | -------------------------- | -------------------------- | ------------------------ | --- |
| H1, H2, H3 (H3.1/H3.2), H4  |                            |                            |                          | Körperliche Beeinträchtigung, ohne Beinfunktion (keine Amputationen)                                                                       |
|                             | T1, T2                     |                            |                          | Schwere Stabilitäts- und Koordinationsstörungen, mit Beinfunktion (Muskelkraftverlust, Ataxie, Athetose, Muskelhypertonie, Cerebralparese) |
| H5                          |                            | C1, C2, C3, C4, C5         |                          | Sonstige körperliche Beeinträchtigung |
|                             |                            |                            | TB                       | Visuelle Beeinträchtigung |

- Niedrige Ziffern je Kategorie zeigen einen höheren Grad der Beeinträchtigung an als hohe Ziffern,
- Athleten werden nur dann in andere Klassen als C1-C5 eingeordnet, wenn kein Zweiradfahren möglich ist,
- Frauen dürfen vor die Startklassenbezeichnung noch ein „W“ setzen, Männer noch ein „M“ – daraus kann also z. B. ein „WH5“ oder „MC3“ resultieren.

#### Tischtennis
Neun der zehn offiziellen paralympischen Beeinträchtigungskategorien sind im Tischtennis zugelassen; Athleten mit Visueller Beeinträchtigung aufgrund der Schnelligkeit des Sports dagegen nicht.
| Startklassen „TT“                                           | Kategorie                       |
| ----------------------------------------------------------- | ------------------------------- |
| TT 1, TT 2, TT 3, TT 4, TT 5, TT 6, TT 7, TT 8, TT 9, TT 10 | Körperliche Beeinträchtigung    |
| TT 11                                                       | Intellektuelle Beeinträchtigung |

- Niedrige Ziffern je Kategorie zeigen einen höheren Grad der Beeinträchtigung an als hohe Ziffern;
- Klassenziffern 6–11 zeigen Sportler an, die in der Lage sind, stehend zu starten;
- Klassenziffern 1–5 zeigen Sportler an, die in der Lage sind, sitzend zu starten.

Die offiziellen Bezeichnungen für die Startklassen ist das generische Class xx bzw. Klasse xx (mit xx als den Klassenziffern), es hat sich aber zur besseren Unterscheidung der Klassen die Kurzschreibweise TT xx durchgesetzt.

#### Gewichtheben
Acht der zehn offiziellen paralympischen Beeinträchtigungskategorien sind im paralympischen Gewichtheben (Bankdrücken) zugelassen, intellektuell Beeinträchtigte und visuell Beeinträchtigte aus Sicherheitsgründen dagegen nicht. Es existiert nur eine einzige Startklasse für alle zugelassenen Athleten. Dies ist die:
- Powerlifting Class

Beim Hantieren mit schweren Gewichten steht die persönliche Sicherheit an erster Stelle, was implizite Maximalbedingungen für körperliche Beeinträchtigungen voraussetzt, vor allem bei den Armfunktionen.

### Wintersportarten
Die Wintersportarten werden vom IPC separat von den Sommersportarten klassifiziert.

#### Skilaufen (Alpin, Nordisch, Biathlon)
Beim Skilaufen werden gemeinsame Startklassen für drei paralympischen Sportarten (Ski Alpin, Ski Nordisch, Biathlon) geführt. Acht der zehn offiziellen paralympischen Beeinträchtigungskategorien sind in diesen drei Sportarten zugelassen, intellektuell Beeinträchtigte und Kleinwüchsige dagegen nicht.
Getrennt wird lediglich nach drei Kategorien: sitzend Startenden, stehend Startenden und visuell Beeinträchtigte. In diesen drei Kategorien gehen alle Athleten gemeinsam in denselben Wettbewerb. Dazu werden die einzelnen Startklassen mit unterschiedlichen Zeitgutschriften gegeneinander normiert, so dass eine weitgehende Vergleichbarkeit von Leistungen sichergestellt wird.
| Ski Alpin – Startklassen             | Ski Nordisch – Startklassen        | Biathlon – Startklassen            | Kategorie                             |
| ------------------------------------ | ---------------------------------- | ---------------------------------- | ------------------------------------- |
| B1, B2, B3                           | B1, B2, B3                         | B1, B2, B3                         | Visuelle Beeinträchtigung             |
| LW1, LW2, LW3, LW4 LW6/8, LW7/5, LW9 | LW2, LW3, LW4 LW6, LW7/5, LW8, LW9 | LW2, LW3, LW4 LW6, LW7/5, LW8, LW9 | Körperliche Beeinträchtigung, stehend |
| LW10, LW11, LW12                     | LW10, LW10,5, LW11, LW11,5, LW12   | LW10, LW10,5, LW11, LW11,5, LW12   | Körperliche Beeinträchtigung, sitzend |

#### Para-Snowboarding
Para-Snowboarding ist eine der neuesten paralympischen Sportarten, so dass bis 2017, vor den Paralympischen Winterspielen 2018, noch Änderungen bei der Klassifizierung von Athleten und bei den Startklassen möglich sind.
Sieben der zehn offiziellen paralympischen Beeinträchtigungskategorien sind im paralympischen Para-Snowboarding zugelassen, intellektuell Beeinträchtigte und visuell Beeinträchtigte sowie Kleinwüchsige dagegen nicht:
- Startklasse 'SB-LL1' (untere Extremitäten)
- Startklasse 'SB-LL2' (untere Extremitäten)
- Startklasse 'SBUL' (obere Extremitäten)

Aufgrund der relativen Unfallträchtigkeit des Snowboardings wird eher auf Maximalkriterien für Beeinträchtigungen geschaut.

#### Rollstuhlcurling
Es sind sechs der zehn definierten paralympischen Beeinträchtigungskategorien möglich. Die vier nicht vorgesehenen sind intellektuell Beeinträchtigte, visuell Beeinträchtigte, Kleinwüchsige sowie Sportler mit Beinlängendifferenzen.
Es gibt nur eine Startklasse. Die Athleten innerhalb dieser Sportart müssen zwingend über Behinderungen der Beine als Minimalkriterium aufweisen. Ist dieser Umstand gegeben, können die Sportler auch Beeinträchtigungen am Rumpf und in den Armen aufweisen (wie z. B. bei Cerebralparese oder bei Multipler Sklerose üblich). Der Sport muss im Rollstuhl betrieben werden, Sportler müssen im täglichen Leben dagegen nicht zwingend auf Rollstühle angewiesen sein.

#### Sledge-Eishockey
Es sind sieben der zehn definierten paralympischen Beeinträchtigungskategorien möglich. Die drei nicht vorgesehenen sind intellektuell Beeinträchtigte, visuell Beeinträchtigte sowie Kleinwüchsige.
Es gibt nur eine Startklasse. Die Athleten innerhalb dieser Sportart müssen zwingend über Behinderungen der unteren Hälfte des Körpers als Minimalkriterium aufweisen, die derart ausgeprägt sein müssen, dass sie eine Teilnahme an normalen Eishockey-Wettbewerben zuverlässig verhindern. Ebenfalls zwingend ist eine intakte obere Körperhälfte. Welche Beeinträchtigung die untere Körperhälfte aufweist, ist beinahe beliebig und rangiert von Amputationen über steife Knie und Querschnittlähmungen bis hin zu Beinlängendifferenzen von mehr als 7 cm. Der Sport muss im Spezialschlitten ohne Beinbenutzung betrieben werden, die Sportler müssen im täglichen Leben dagegen nicht zwingend auf Rollstühle angewiesen sein.

#### Para-Bobsport
Para-Bobsport ist sehr neu, Klassifizierungssysteme für Athleten und Startklassen sind in einer frühen Phase der Entwicklung. Zunächst sind daher nur Einer-Bob-Disziplinen für paralympische Wettbewerbe (einmal mit Eigenanschub und einmal mit Fremdanschub) vorgesehen. In einer ersten Explorationsphase sind zudem nur Athleten aus vier der zehn paralympischen Beeinträchtigungskategorien vorgesehen, namentlich Beeinträchtigung der Muskelkraft, Beeinträchtigung der passiven Beweglichkeit, Amputation oder Fehlbildung von Gliedmaßen sowie unterschiedliche Beinlängen. Es wird in der ersten Explorationsphase zwei vorläufige Startklassen geben:
- vorläufige Startklasse „PB“: Athlet ist gehfähig und ist zudem fähig, einen Bob eigenständig anzuschieben;
- vorläufige Startklasse „PBS“: Athlet weist mindestens Beeinträchtigungen der unteren Extremitäten auf und wird im Bob sitzend angeschoben.

## Weiterführende Darstellungen
Das Regelungswerk IPC Athletics Classification Rules and Regulations des Internationalen Paralympischen Komitees erlaubt eine Einführung in die unterschiedlichen Starterklassen.
In der Onlinebroschüre Das Klassifizierungssystem der paralympischen Sportarten des Bundesinstituts für Sportwissenschaft sind sämtliche Startklassen paralympischer Sportarten detailliert dargestellt.